# Ilir Dibra
Ilir Dibra (Scutari, 16 agosto 1977) è un allenatore di calcio ed ex calciatore albanese, di ruolo difensore, vice-allenatore del Vllaznia.

## Carriera

### Nazionale
Ha collezionato 2 presenze con la Nazionale albanese.